# Vilémovice (kraj południowomorawski)
Vilémovice – miejscowość i gmina (obec) w Czechach, w kraju południowomorawskim, w powiecie Blansko. W 2022 roku liczyła 335 mieszkańców.